# フランク・スライド

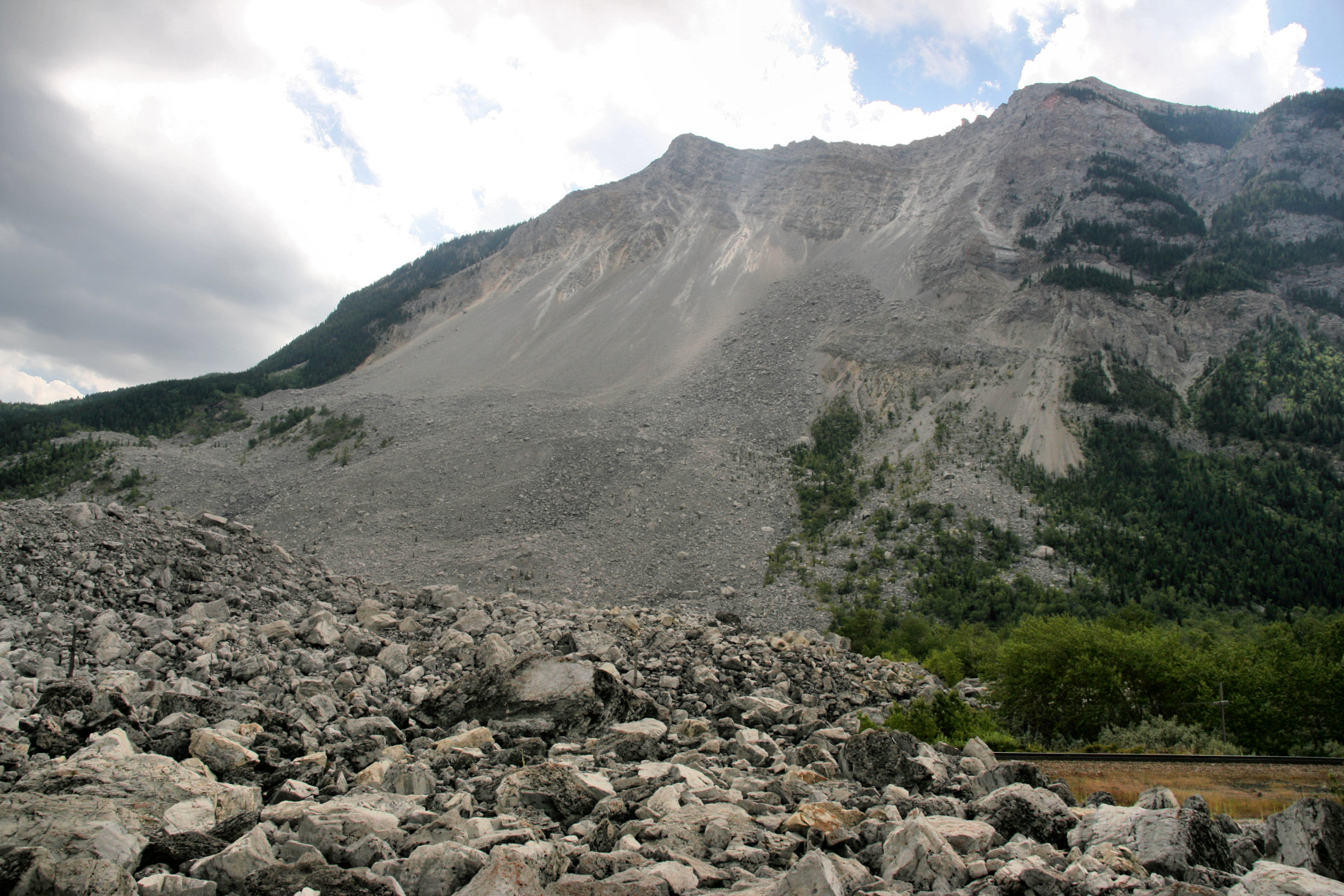
地すべり現場から見たタートル山

フランク・スライド(Frank Slide)はカナダ・アルバータ州南部の炭鉱町フランクで起きた地すべりのこと。
1903年4月29日未明にクロウズネスト峠近くのタートル山が頂上付近から大きく崩壊し、岩石がフランク集落や鉄道線路を飲み込み、川をせき止めた。住民600名のうち90名が死亡したが、ほとんどの遺体はまだ埋もれたままである。崩落山体は高さ650m、幅900m、深さ150mにわたる。地すべりの原因は解明されていないが、タートル山は石炭を含む弱い岩石の上に断層で石灰岩が乗っており、雨でもろくなっていたほか、石炭採掘の影響も指摘された。
町はすぐに復旧され、観光地となった。1977年に州歴史地に指定、1985年に記念館が出来た。2003年には百周年を記念して州政府がタートル山頂（現在標高2200m）に監視装置を設置した。